# Veselin Vuković
Veselin Vuković, jugoslovanski (srbski) rokometaš, * 19. december 1958, Struga.
Leta 1984 je na poletnih olimpijskih igrah v Los Angelesu v sestavi jugoslovanske rokometne reprezentance osvojil zlato olimpijsko medaljo.
Od aprila 2010 je selektor srbske reprezentance.